# Sōsaku-hanga
Sōsaku-hanga (創作版画 "sáng tạo bản họa") là một trào lưu nghệ thuật tại Nhật Bản vào đầu thế kỷ 20. Khuyến khích các nghệ sĩ theo chủ nghĩa cá nhân như "tự vẽ" (jiga), "tự khắc" (jikoku) và "tự in" (jizuri). Đối lập với shin-hanga ("tân bản họa") giữ nguyên hệ thống hợp tác truyền thống của ukiyo-e (hệ thống hanmoto) nơi những nghệ sĩ, thợ khắc, thợ in và nhà xuất bản đều tham gia với những vai trò riêng. Nghệ sĩ sōsaku-hanga tự nhận là những người sáng tạo nghệ thuật vị nghệ thuật.

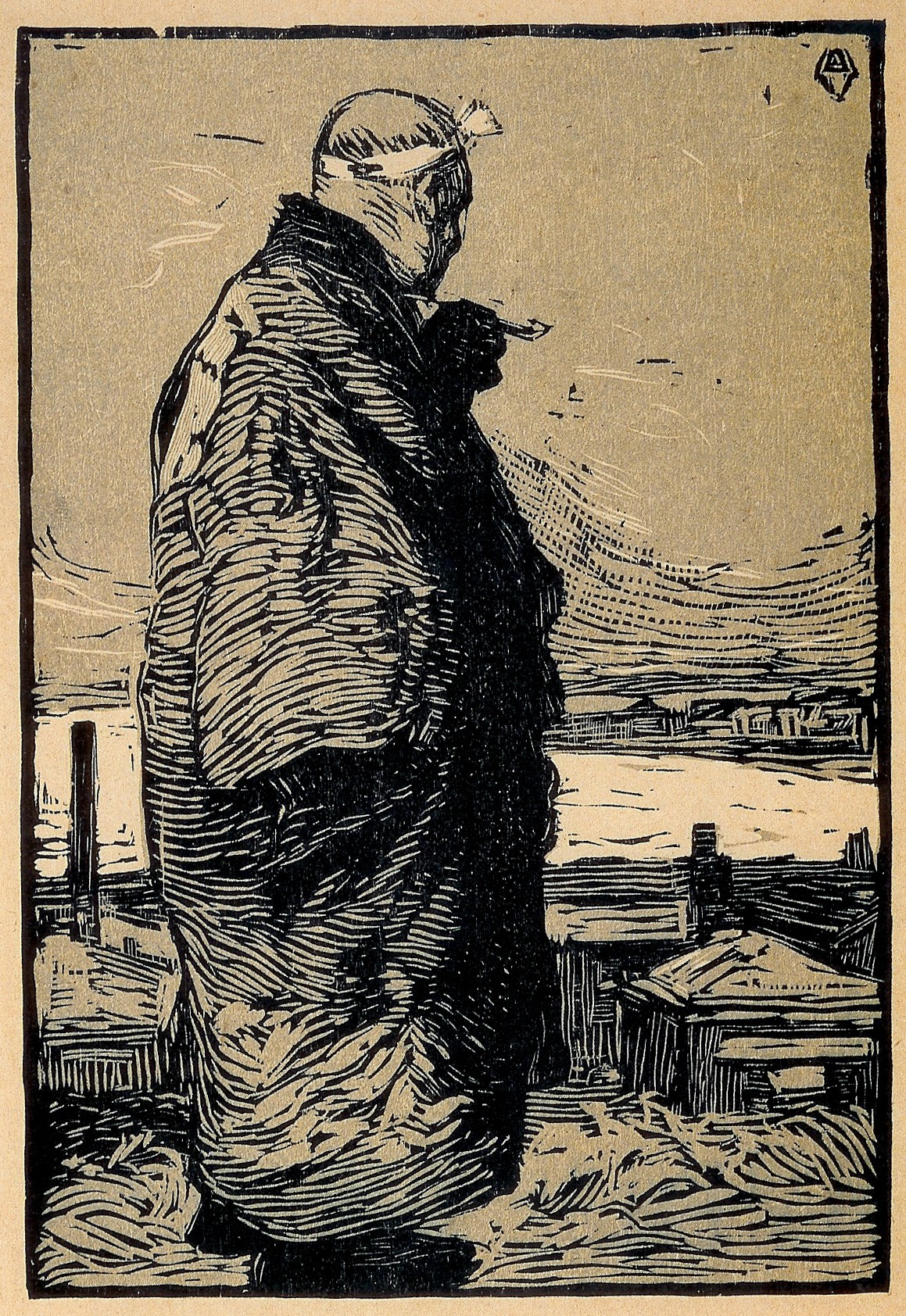
"Ngư dân", của Kanae Yamamoto (1904)

Sự ra đời của phong trào sōsaku-hanga bắt nguồn từ một bản in nhỏ tên Ngư dân của Kanae Yamamoto (1882–1946) vào năm 1904. Bước ra từ hệ thống hợp tác ukiyo-e truyền thống, Kanae Yamamoto đã tự mình thực hiện tất cả từ vẽ, chạm khắc đến in. Cũng chính những nguyên tắc "tự vẽ", "tự khắc" và "tự in" từ đây đã trở thành nền tảng của phong trào nghệ thuật này. Sau khoảng thời gian chiến tranh khắc nghiệt, sōsaku-hanga dần lấy được đà phát triển sau thời hậu chiến Nhật Bản và giờ đây được coi là kế thừa chính thức cho dòng ukiyo-e truyền thống.
Triển lãm nghệ thuật thường niên São Paulo năm 1951 đánh dấu sự thành công rực rỡ của phong trào sáng tạo bản họa. Cả hai người chiến thắng Nhật Bản là Yamamoto và Kiyoshi Saitou (1907–1997) đều xuất thân từ những thợ in, với những kỹ thuật vượt trội hơn so với tranh Nhật Bản truyền thống (nihonga), chúng được thể hiện với phong cách phương Tây hoàn toàn mới mẻ (yōga). Các nghệ sĩ sōsaku-hanga khác như Kōshirō Onchi (1891–1955), Un'ichi Hiratsuka (1895–1997), Sadao Watanabe (1913–1996) và Maki Haku (1924–2000) đồng thời cũng có những ảnh hưởng đáng kể ở phương Tây.

## Nguồn gốc và thời kỳ đầu

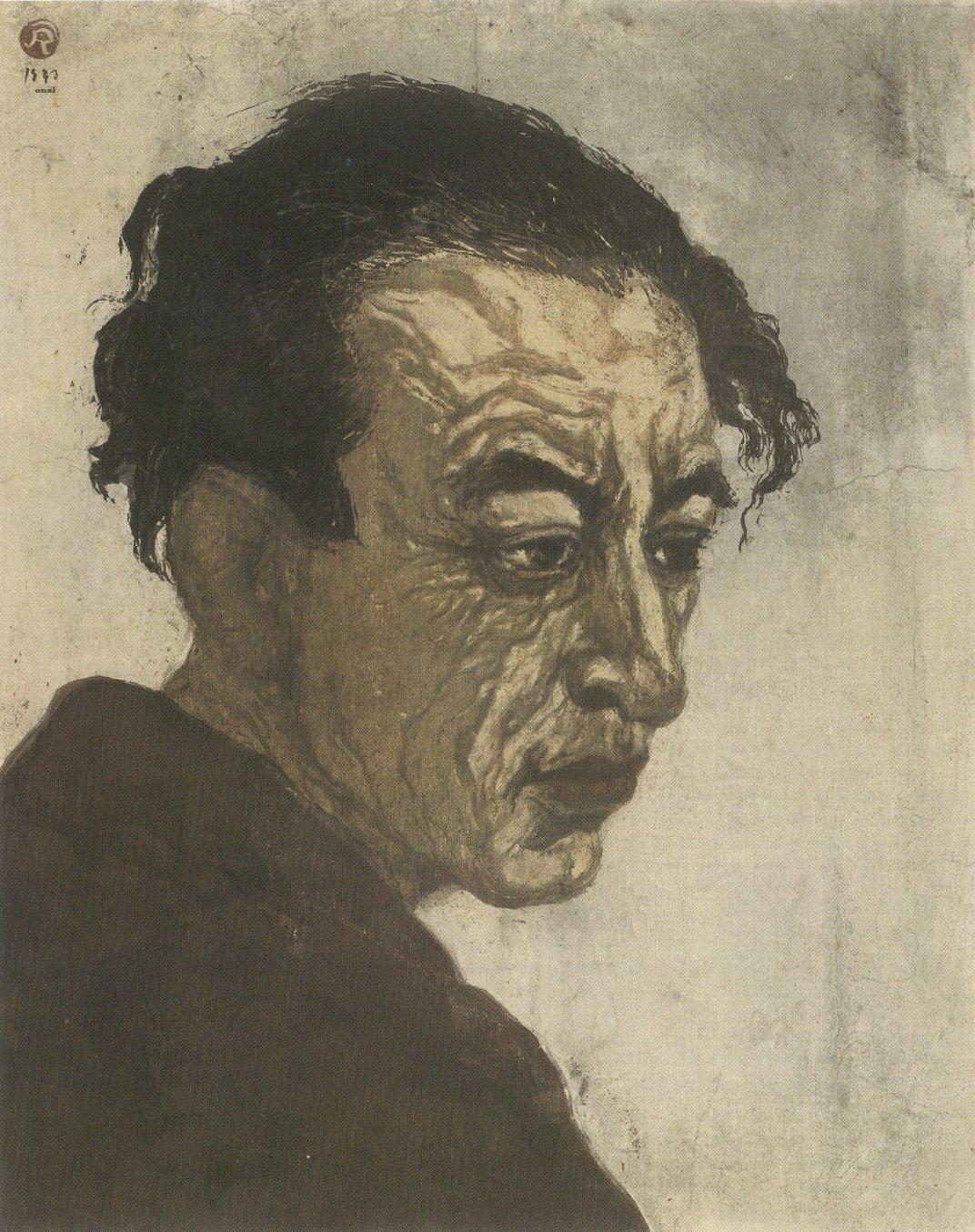
Chân dung của Hagiwara Sakutarô (Onchi Kôshirô, 1943)